# Słodka Darusia
Słodka Darusia – powieść Marii Matios napisana w roku 2003, w Polsce wydana w roku 2010.
Książka opowiada historię dziewczyny-niemowy, która skrywa w sobie straszną tajemnicę przeszłości. Akcja rozgrywa się w trzech płaszczyznach czasowych: w latach 70., przed i po II wojnie światowej, gdy do huculskiej wsi wkracza Armia Czerwona. Maria Matios w charakterystyczny dla siebie sposób opisuje to, co Wielka Historia robi z prostymi, bezbronnymi ludźmi. W tym przypadku ofiarą Historii staje się dziesięcioletnie dziecko, które dwóch oficerów MGB podstępem zmusza do wydania własnych rodziców.
Do 2010 roku powieść na Ukrainie doczekała się czterech wydań.

## Nagrody[1]
- 2004 – Najlepsza Książka
- 2005 – Państwowa Nagroda im. Tarasa Szewczenki
- 2006 – Najlepsza Książka 15-lecia Niezależności Ukrainy
- 2007 – Najpoczytniejsza Książka

## Adaptacje teatralne[3]i filmowe
- Powieść doczekała się dwóch inscenizacji teatralnych:
  - Czerniowiecki Ukraiński Teatr Muzyczno-Dramatyczny im. Olhy Kobylańskiej, reżyseria: Ludmyła Skrypka, premiera: marzec 2008
  - Iwano-Frankiwski Akademicki Obwodowy Teatr Muzyczno-Dramtatyczny im. Iwana Franki, reżyseria: Rostysław Derżypilski, premiera: listopad 2008
- Ukraiński reżyser Alexander Denysenko (Олександр Денисенко) opublikował w marcu 2015 zwiastun[4] projektu adaptacji filmowej powieści[5]; w jednej z głównych ról zagra Piotr Głowacki.